# 増長天
増長天（ぞうじょうてん、ぞうちょうてん、梵名: ヴィルーダカ、梵: विरूढक, Virūḍhaka、巴: Virūlhaka、訳: 成長あるいは増大した者）または南方天は、仏教における天部の仏神。持国天、広目天、多聞天（毘沙門天）と共に四天王の一尊に数えられる。又は毘楼勒叉とも名称する。三昧耶形は刀剣、戟。種子はビ（vi）。
増長天は、四天王の一体、南方を護る守護神として造像される場合が多い。仏堂では本尊の向かって左手前に安置するのが原則である。その姿には様々な表現があるが、日本では一般に革製の甲冑を身に着けた唐代の武将風の姿で表される。
持物は戟の場合が多い。例えば胎蔵界曼荼羅では体色は赤肉色、右手は右胸の前で剣を持ち、左手は拳にして右腰に置く姿で描かれる。そして増長天の前には鬼形の従者がいて両手で剣を持ち跪いている。
また、中国の民間信仰においては青い顔で宝剣を持った姿で表される。右図は鎌倉時代作の四天王像のうちの増長天像で、足下に邪鬼を踏みつけ、左手に戟（げき）を持ち、右手を腰に当てた姿に表されている。
本来はインド神話に登場する雷神インドラ（帝釈天）の配下で、後に仏教に守護神として取り入れられた。仏の住む世界を支える須弥山の4方向を護る四天王の1人として南瑠璃埵（みなみるりた）に住み、南の方角、或いは古代インドの世界観で地球上にあるとされた4つの大陸のうち南贍部洲（なんせんぶしゅう）を守護するとされる。
また、鳩槃荼や薜茘多（餓鬼）といった眷属を配下とする。

## 画像

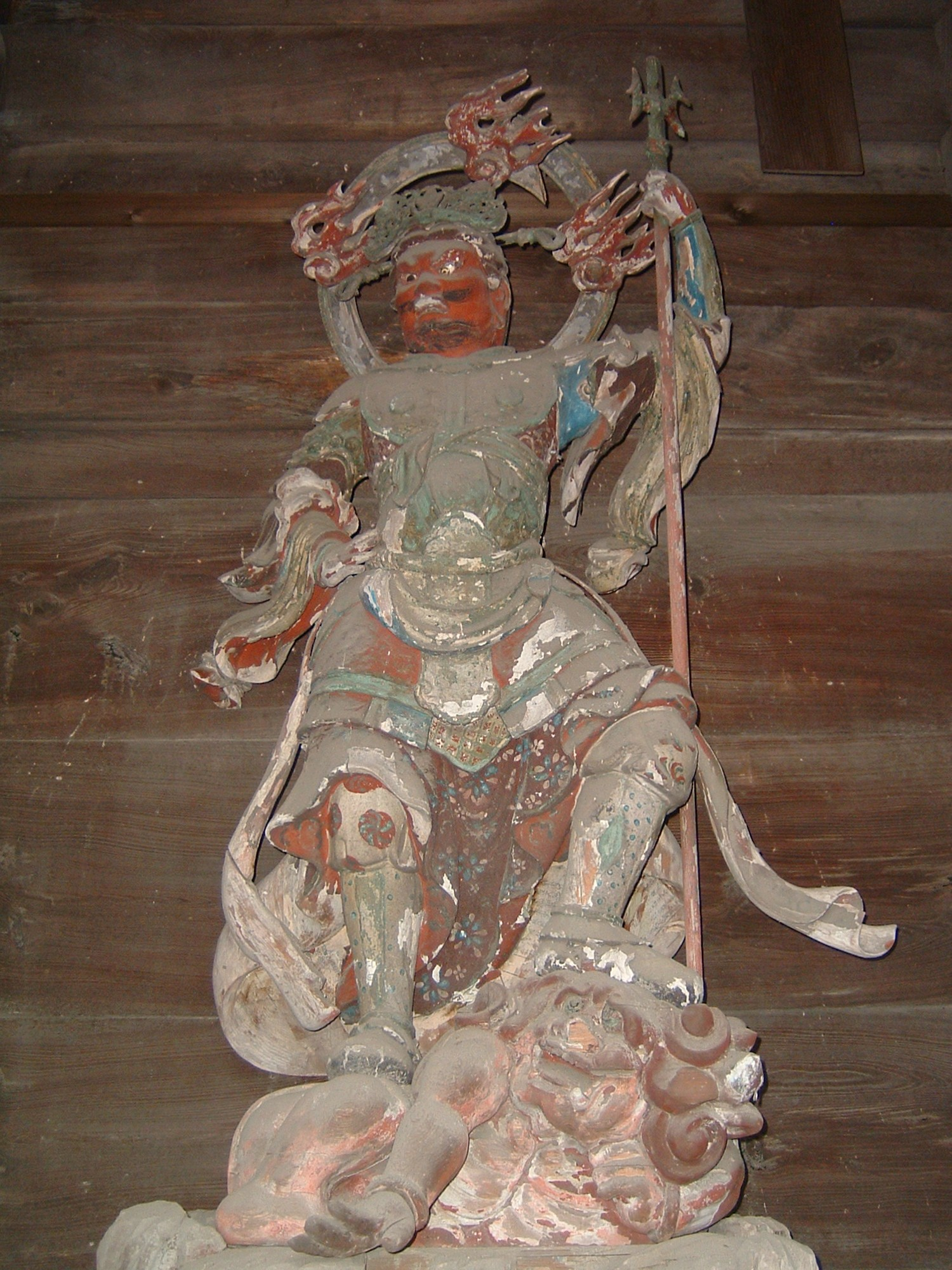
増長天像（高砂市時光寺）
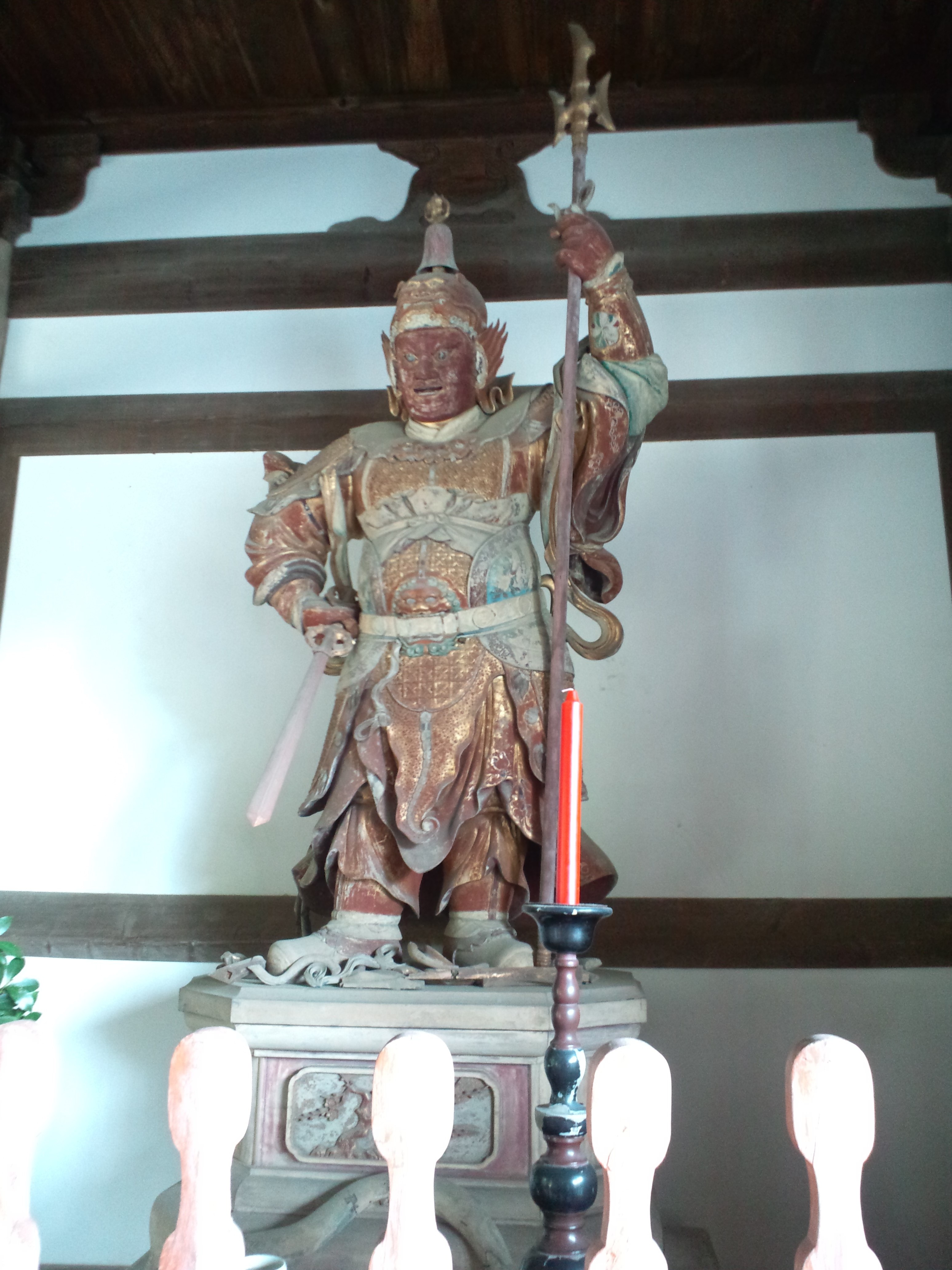
増長天像（宇治市萬福寺）
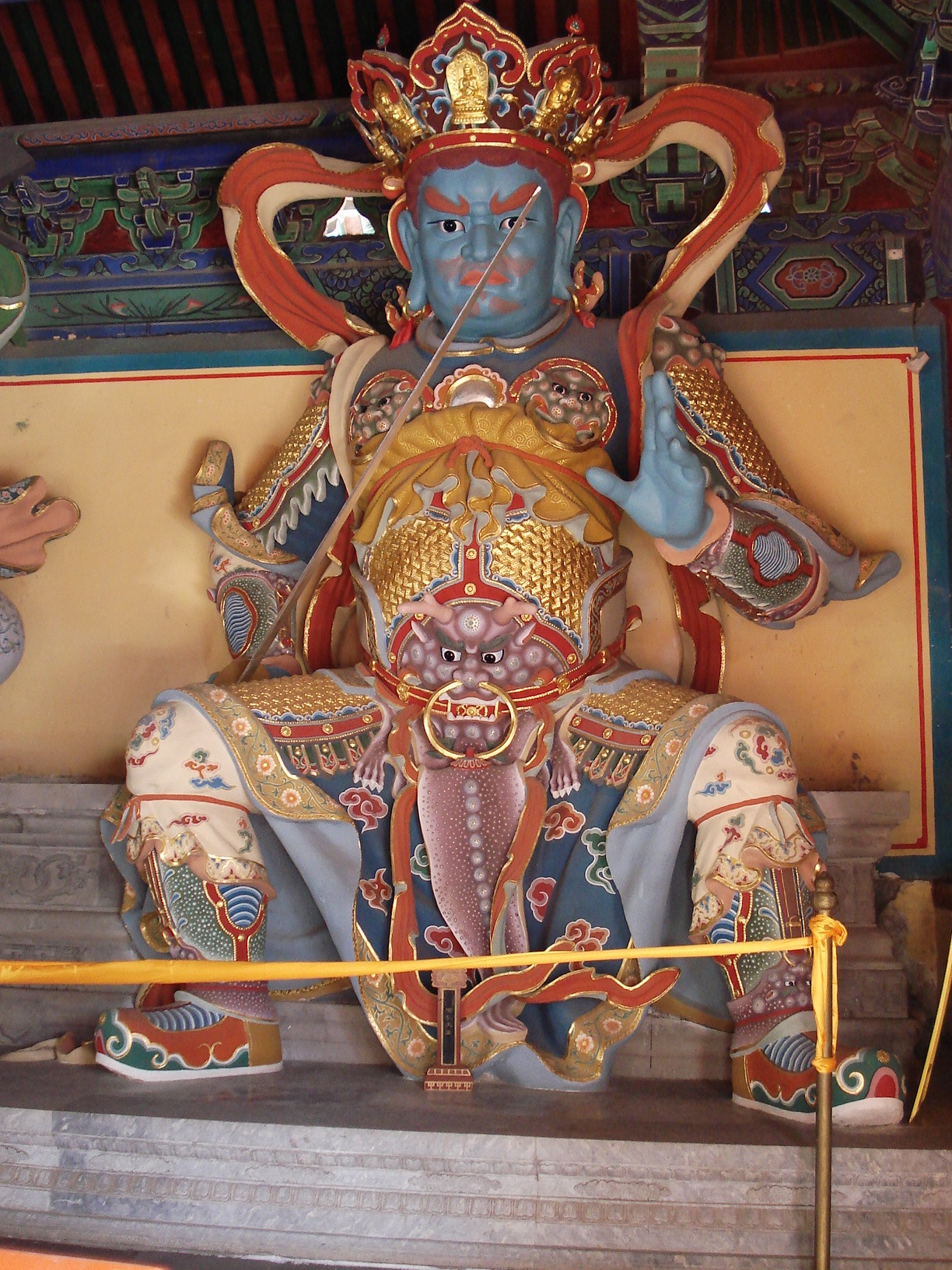
増長天像（北京市臥仏寺）
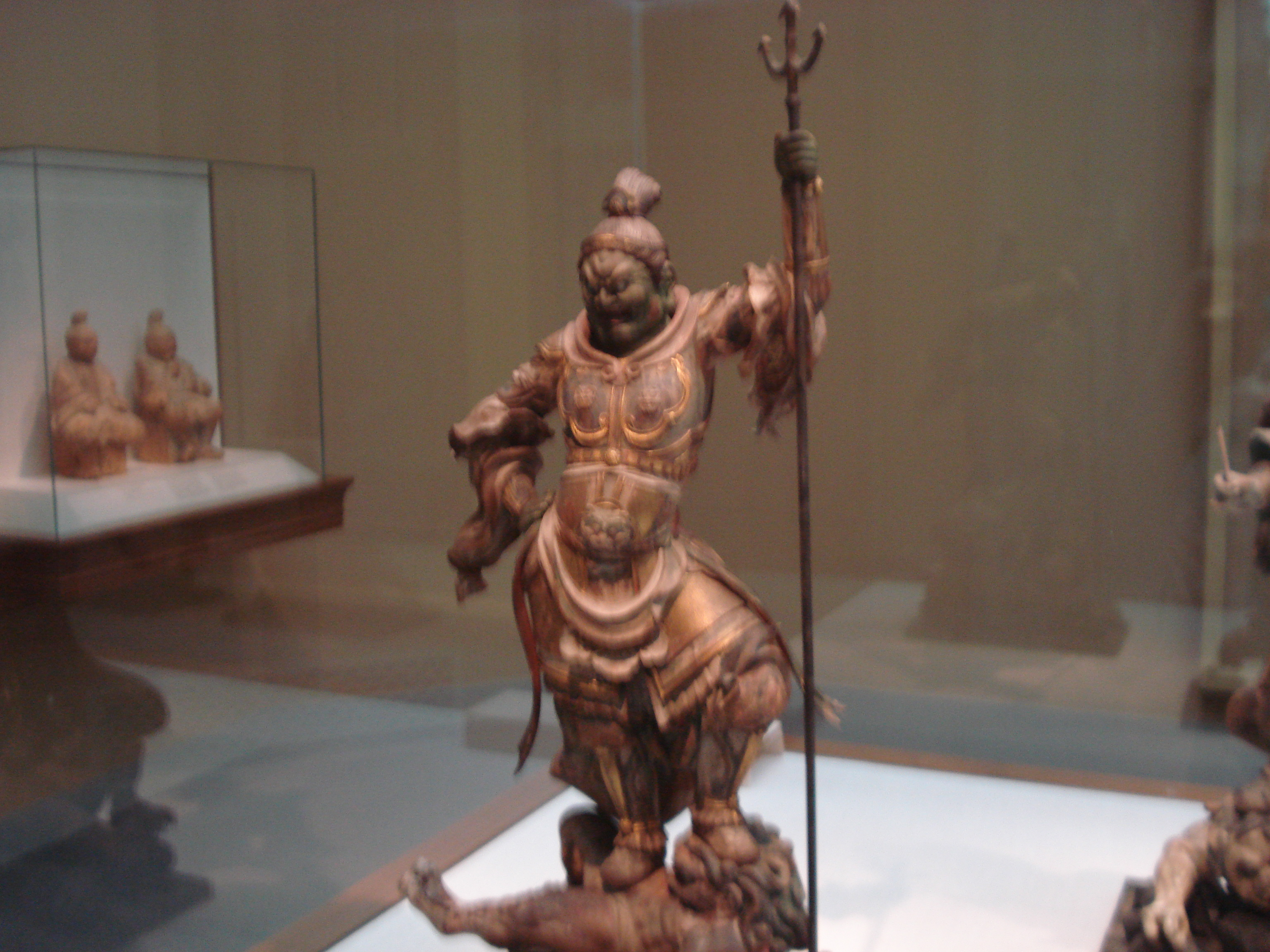
増長天像 ワシントンD.C. フリーア美術館蔵
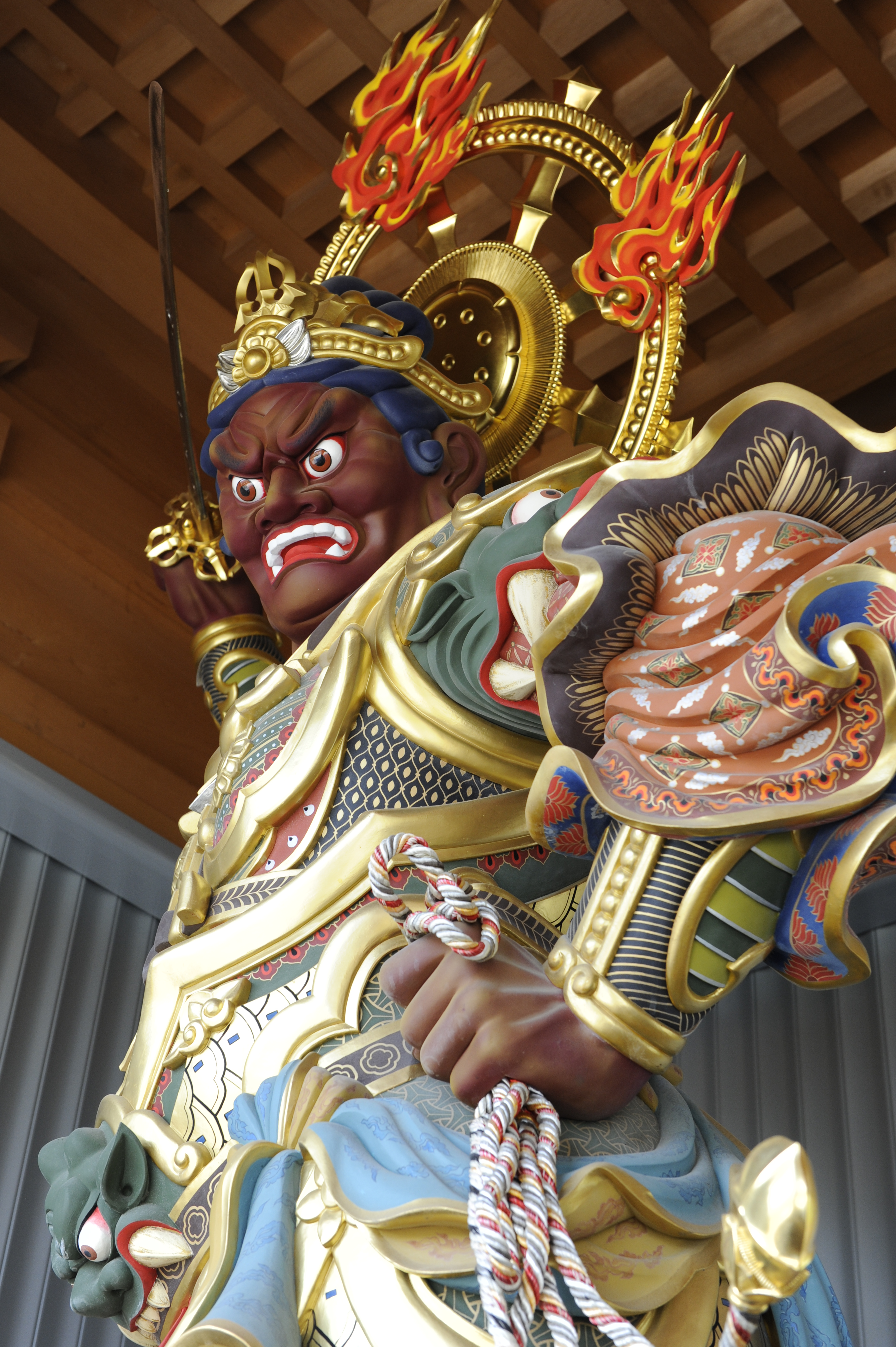
増長天像（熊本県玉名市の蓮華院誕生寺）
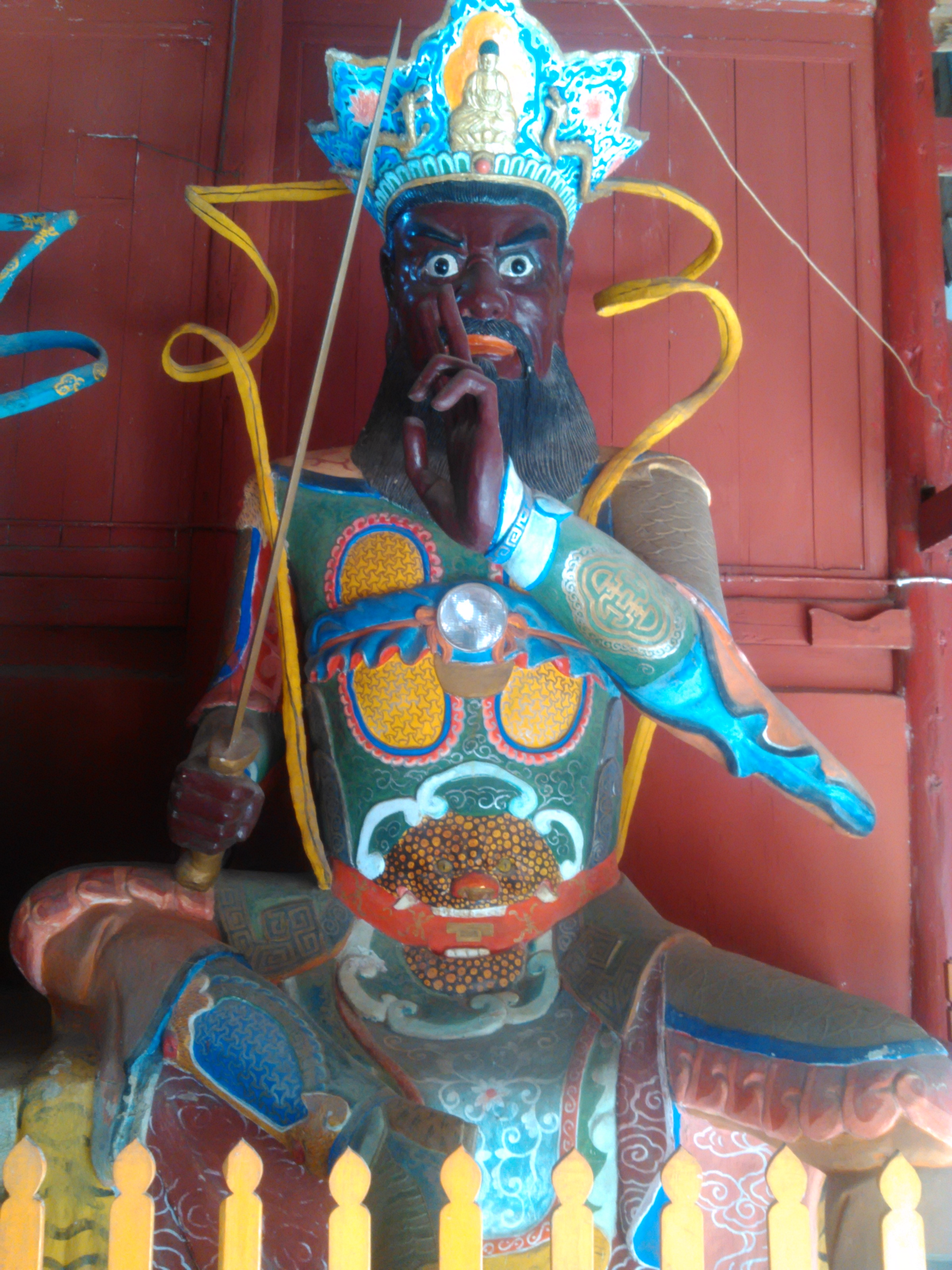
増長天像（雲南省騰衝市の水映寺）